# والنتین روز د الدر
والنتین روز د الدر (آلمانی: Valentin Rose the Elder؛ ۱۶ اوت ۱۷۳۶ – ۲۸ آوریل ۱۷۷۱) یک شیمی‌دان اهل آلمان بود.